# Pitthea türckheimia
Pitthea türckheimia is een vlinder uit de familie van de spanners (Geometridae). De wetenschappelijke naam van de soort is voor het eerst geldig gepubliceerd in 1881 door Hermann Dewitz.